# خان رباط شور
خان رباط شور (بالفارسية: کاروانسرای رباط شور) هو خان تاريخي يعود إلى عصر السلالة الصفوية، ويقع في مقاطعة فردوس.